# 室岡莉乃
室岡 莉乃（むろおか りの、2002年6月16日 - ）は、日本の女子バレーボール選手。

## 来歴
熊本県熊本市出身。小学2年生のとき、姉の影響を受け自身もバレーボールを始めた。
2017年12月25-28日に開催された第31回全国都道府県対抗中学大会に上毛町立上毛中学校を率いて出場し、ベスト4まで駒を進めた。室岡は今大会で優秀選手賞を受賞。
2019年4月、コルナッキアワールドカップ2019の日本代表メンバー12名に選出され、この大会で7試合中5試合に出場し、日本チームの優勝に貢献した。同年9月、U-18日本代表として、第16回女子U18（ユース）世界選手権大会に出場し、8試合中7試合にスターティングメンバーとして出場。2020年2月、第17回2020全日本ジュニアオールスタードリームマッチのSTARチームに選出され、チームの全勝優勝に貢献し、最優秀選手賞を受賞した。
2020/21シーズン、2021年1月に開催された第73回全日本高等学校選手権大会で優秀選手賞を受賞した。
同シーズン、V.LEAGUE DIVISION1 WOMEN（V1女子）に所属する日立リヴァーレ（現・Astemoリヴァーレ茨城）の内定選手となった。2021年3月21日、埼玉県の所沢市民体育館で行われたV Cup予選ラウンド（KUROBEアクアフェアリーズ戦）に内定選手として出場しV1デビュー。
2025年3月、韓国Vリーグのアジア枠ドラフトに申請したが、指名には至らなかった。
2025年5月9日、2024-25シーズン限りでの退団が発表された。12日に自由交渉選手として公示。

## 選手としての特徴
小柄な身長だが、跳躍力がとても高く、東九州龍谷高等学校時代からエースとして活躍。レシーブ力にも定評がある。

## 球歴
ユース代表 
- 2019年 コルナッキアワールドカップ2019：優勝
- 2019年 第16回女子U18世界選手権大会：5位

## 所属チーム
- 熊本市立田迎西小学校（滑石VBC）[1]
- 上毛町立上毛中学校 #11[1]
- 東九州龍谷高等学校
- 日立Astemoリヴァーレ/Astemoリヴァーレ茨城 #16（2021-2025年）

## 受賞歴
- 2017年 第31回全国都道府県対抗中学バレーボール大会：優秀選手賞
- 2020年 第17回2020全日本ジュニアオールスタードリームマッチ：最優秀選手賞
- 2021年 第73回全日本高等学校選手権大会：優秀選手賞

## 個人成績
V.LEAGUEの個人成績は下記の通り。
| 大会        | チーム      | 出場     | 出場        | アタック | アタック | アタック | アタック | バックアタック | バックアタック | バックアタック | バックアタック | アタック 決定本数 | ブロック | ブロック       | サーブ | サーブ         | サーブ   | サーブ | サーブ | サーブ   | サーブレシーブ | サーブレシーブ | サーブレシーブ | サーブレシーブ | 総得点      | 総得点      | 総得点   | 総得点      |
| ----------- | ----------- | -------- | ----------- | -------- | -------- | -------- | -------- | -------------- | -------------- | -------------- | -------------- | ----------------- | -------- | -------------- | ------ | -------------- | -------- | ------ | ------ | -------- | -------------- | -------------- | -------------- | -------------- | ----------- | ----------- | -------- | ----------- |
| 大会        | チーム      | 試 合 数 | セ ッ ト 数 | 打 数    | 得 点    | 失 点    | 決 定 率 | 打 数          | 得 点          | 失 点          | 決 定 率       | セ ッ ト 平 均    | 得 点    | セ ッ ト 平 均 | 打 数  | ノ 丨 タ ッ チ | エ 丨 ス | 失 点  | 効 果  | 効 果 率 | 受 数          | 成 功 ・ 優    | 成 功 ・ 良    | 成 功 率       | ア タ ッ ク | ブ ロ ッ ク | サ 丨 ブ | 得 点 合 計 |
| V1 2021-22  | 日立        | 4        | 16          | 22       | 7        | 1        | 31.8     | 0              | 0              | 0              | -              | 0.44              | 0        | -              | 22     | 1              | 1        | 0      | 7      | 17.0     | 39             | 13             | 5              | 39.7           | 7           | 0           | 2        | 9           |
| V1 2020-21  | 日立        | 1        | 2           | 3        | 2        | 0        | 66.7     | 0              | 0              | 0              | -              | 1.00              | 0        | -              | 2      | 0              | 0        | 0      | 1      | 12.5     | 1              | 0              | 1              | 50.0           | 2           | 0           | 0        | 2           |
| 通算：2大会 | 通算：2大会 | 5        | 18          | 25       | 9        | 1        | 36.0     | 0              | 0              | 0              | -              | 0.50              | 0        | -              | 24     | 1              | 1        | 0      | 8      | 16.7     | 40             | 13             | 6              | 40.0           | 9           | 0           | 2        | 11          |

## 出演
YouTube 
- 月刊バレーボール『【鍋谷友理枝×東九州龍谷高】OBと現役部員がコミュニケーション「リモトーク！」_1』（2021年1日5日）
- フジテレビ『【きょうのスーパープレー☆2回戦･女子＜1/6(水)＞】春の高校バレー2021』（2021年1月9日）